# Lorena Villaverde
María Lorena Villaverde (San Antonio Oeste, 18 de febrero de 1974) es una empresaria y política argentina. En 2023 fue elegida diputada nacional por la Provincia de Río Negro. 

## Biografía
Nació en San Antonio Oeste y se trasladó a la ciudad de Cipolletti para completar sus estudios secundarios. Estudió en la Universidad Nacional del Comahue, la carrera de contador público que no finalizó. Reside en Las Grutas y tiene dos hijas.

## Actividad política
Incursionó por primera vez en política en 2023 cuando se sumó a La Libertad Avanza, de Javier Milei. Resultó electa diputada nacional en las elecciones de ese año.